# Mikiko
Mikiko, pseudonimo di Mikiko Mizuno, conosciuta anche come Mikikometal (Tokyo, 11 agosto 1977), è una coreografa e ballerina giapponese.
È la direttrice e coreografa principale della compagnia di danza high-tech Elevenplay, e lavora anche con artisti come Perfume, Sakura Gakuin e Babymetal. È stata consulente di produzione e coreografa per la presentazione del passaggio di consegne da Rio de Janeiro a Tokyo alla cerimonia di chiusura dei Giochi olimpici estivi del 2016.

## Primi anni
Mikiko è nata a Tokyo, in Giappone, nel 1977. La più giovane di tre sorelle, si è trasferita con la famiglia a Hiroshima quando aveva due anni a causa del trasferimento di lavoro del padre. Ogni anno in maggio la città ospita il Festival dei fiori e, grazie al lavoro del padre in un’agenzia pubblicitaria, ha potuto osservare il processo di costruzione della struttura del palco, vedere gli spettacoli dal vivo, il lavoro dietro le quinte e scoprire cosa fa un coreografo. Ha iniziato a imparare danza hip hop e balletto quando frequentava il secondo anno alle Scuole superiori. Le sue capacità sono state notate fin da subito, al punto che le è stato chiesto di insegnare mentre ancora stava imparando. Nel momento in cui il presidente di Amuse si è recato alla sua scuola per assistere a una rappresentazione, è stato colpito dalle sue coreografie, e le ha offerto di entrare nella sua agenzia.

## Carriera
Nel 1996, all'età di 19 anni, Mikiko ha iniziato a insegnare danza basandosi sulla sua esperienza nel balletto e nella street dance. Nel 1999, mentre ancora stava frequentando il college, è diventata istruttrice presso la neonata Actor's School di Hiroshima. Tra i suoi primi studenti c'erano i futuri membri di Perfume, che allora frequentavano la quinta elementare. Mikiko ha coreografato la maggior parte delle loro canzoni, sia come parte delle lezioni di coreografia a scuola che dopo che le Perfume si sono recate a Tokyo. Ogni anno nella scuola si svolgono due recital, uno in primavera e uno in autunno, e Mikiko ha creato per gli studenti circa 50 coreografie all'anno.
Nel 2000 Mikiko è diventata una ballerina per MAX e ha formato il corpo di ballo VAX.
Nel 2005 Mikiko ha firmato un contratto con l'agenzia di talenti Amuse, che aveva già ingaggiato Perfume due anni prima, e si è trasferita a Tokyo. A sceglierla è stato il presidente di Amuse Yokichi Osato dopo aver visto lo spettacolo teatrale DRESS CODE, in cui Mikiko ha lavorato alla produzione, alla regia e alla coreografia. Per consentirle di diventare una regista teatrale, Osato le ha suggerito di trasferirsi a New York, dove avrebbe potuto studiare le migliori produzioni teatrali e affinare la sua sensibilità. Mentre era negli Stati Uniti, Mikiko ha continuato a insegnare danza alle Perfume e ad altri artisti tramite messaggi video. [19] Quando è tornata in Giappone, nel 2008, non sapeva che le Perfume avevano già ottenuto il successo con "Polyrhythm".
Dopo essere tornata in Giappone, Mikiko ha continuato il suo lavoro come coreografa e nel 2009 ha fondato le Elevenplay. Dalla formazione di Sakura Gakuin nel 2010, ha coreografato tutte le canzoni per il gruppo e per i suoi sottogruppi, comprese le Babymetal. Nel 2012 ha coreografato la sfilata danzante "CanColle!" organizzata dalle riviste di moda CanCam e AneCan.
Nel 2014 Elevenplay e Hatsune Miku si sono esibiti come artisti d’apertura nel concerto ArtRave: The Artpop Ball di Lady Gaga.
Nel 2016 Mikiko è stata responsabile della parte artistica della cerimonia di consegna della bandiera olimpica durante la cerimonia di chiusura delle Olimpiadi estive 2016. Nello stesso anno ha coreografato la "Koi Dance" per il finale della serie di TBS Nigeru wa haji da ga yaku ni tatsu (The Full-Time Wife Escapist).
Nel 2017 Mikiko è stata inserita nel comitato di pianificazione delle cerimonie di apertura e chiusura delle Olimpiadi estive del 2020. Il 23 dicembre 2020 è stato annunciato che il comitato era stato sciolto a causa delle semplificazioni rese necessarie dalla pandemia di COVID-19, che avevano anche causato il rinvio dell'evento a luglio 2021. In seguito sono state rivelate ingerenze da parte di personalità influenti che hanno portato a continue modifiche della cerimonia, senza però che Mikiko ne venisse informata. Quando Mikiko ha scoperto ciò che stava accadendo, ha rassegnato le dimissioni.
Nel 2019 Mikiko ha coreografato "Pinky Promise", il singolo d’esordio delle @onefive.
Il 31 dicembre 2020 Perfume e Babymetal si sono esibiti al 71º Kōhaku Uta Gassen, lo show di fine anno di NHK. Si è trattato della tredicesima apparizione di Perfume e della prima per Babymetal.
Il 26 febbraio 2023 Mikiko ha diretto GIFT, il primo evento di pattinaggio artistico mai tenuto al Tokyo Dome. Lo spettacolo è stato ideato, prodotto e interpretato dal due volte campione olimpico Yuzuru Hanyū. Fra novembre 2023 e aprile 2024 Mikiko ha nuovamente diretto Hanyū nel tour RE_PRAY.

## Premi e riconoscimenti
Nel 2015 la performance delle Perfume al festival South by Southwest (SXSW) ha vinto il Prime Minister's Award/ACC Grand Prix nella categoria interattiva dell'ACC CM Festival. Mikiko ha creato lo storyboard della performance e ha assistito Daito Manabe dei Rhizomatiks, con cui collabora spesso, per l'illuminazione e il lavoro con la telecamera.
Nel 2016 Mikiko ha coreografato il video musicale per "Cold Stares" di Nosaj Thing, che ha ricevuto l'Award of Distinction ai premi austriaci Prix Ars Electronica nella categoria Computer Animation/Film/VFX.
La Digital Media Association of Japan ha assegnato a Mikiko il premio speciale della giuria durante l'AMD Award 2016. Mikiko è stata anche selezionata come una delle "Donne dell'anno" da Vogue Giappone.
Nel 2018 Mikiko e la cantautrice Chisato Moritaka sono state inserite nel Fourth Women of Excellence Awards.